# Henriëtte Sala
Henriëtte Maria Sala-Waterreus (Den Haag, 18 juni 1898 – Den Haag, 11 juli 1991) was een Nederlands sopraan, operazangeres en zangpedagoge.
Ze was dochter en enig kind van broodbakker Hendricus Ludovicus Theodorus Waterreus en Maria Perrison Teunissen. Ze was sinds september 1918 getrouwd met de veel oudere kunsthandelaar Simon Johannes Sala (zij was 20; hij 41 jaar). Ze kregen in 1920 een zoon Henk Jan Gerard, die in 1937 op zeventienjarige leeftijd overleed. Een echtscheiding volgde al in januari 1934, ze hield haar mans naam aan; het zou artistieker klinken dan Waterreus.
Ze kreeg haar opleiding van Cornélie van Zanten, gevolgd door een opleiding bij Anna El Tour. In september 1917 had ze haar (mejuffrouw Waterreus) debuut als operazangeres als Amor in Orfeo ed Euridice van Christoph Willibald Gluck. De Nederlandse krant Het Vaderland constateerde: “muzikaal, benijdenswaardige stem, maar nog niet stabiel genoeg". Al eerder had ze deelgenomen aan concerten in Tilburg (mei 1917) en Scheveningen, Kurhaus (juni 1917).
In diezelfde periode zong ze ook in de opera De bron van Badrah van Bernhard van den Sigtenhorst Meyer. Tijdens haar huwelijk verdween ze van de podia om daarna weer voor langere tijd terug te keren. Kruseman heeft het over “waarvan nog veel verwacht mag worden”. Het Vaderland meldde op 9 november 1940 dat ze binnen Europa optrad met de bekendste orkesten, onder andere in Wenen, Brussel, Düsseldorf, etc. Ze was onder meer jarenlang bevriend met pianist Theo van der Pas, die ook haar begeleider was. 
Sala trad tussen 1936 en 1941 vijf keer op met het Concertgebouworkest waaronder op 3 november 1941 met Les illuminations van Johanna Bordewijk-Roepman onder leiding van Eduard van Beinum. Ze zou tot ongeveer 1960 zingen, daarna gaf ze vermoedelijk langdurig zangonderwijs. In 1973 werd ze benoemd tot ridder in de Orde van Oranje-Nassau. Jet Sala was verwoed kunstliefhebster; ze was lid van de Haagse Kunstkring en liet meerdere schilderijen van kunstschilders van de Haagse School na. Ze woonde als deftige dame een groot deel van haar leven aan het Noordeinde.
Haar stem is bewaard gebleven in een beperkt aantal opnamen.